# Горна-Василица
Горна-Василица (болг. Горна Василица) — село в Болгарии. Находится в Софийской области, входит в общину Костенец. Население составляет 258 человек (2022).

## Политическая ситуация
В местном кметстве Горна-Василица, в состав которого входит Горна-Василица, должность кмета (старосты) исполняет Георги Йорданов Дамянов (Граждане за европейское развитие Болгарии (ГЕРБ)) по результатам выборов.
Кмет (мэр) общины Костенец — Иво Димитров Тодоров (Граждане за европейское развитие Болгарии (ГЕРБ)) по результатам выборов.